# 2010年冬季残疾人奥林匹克运动会新西兰代表团
2010年冬季残疾人奥林匹克运动会新西兰代表团是新西兰派出的2010年冬季残疾人奥林匹克运动会代表团。获得1枚金牌。